# Oswald Boelcke
Oswald Boelcke (IPA: [ˈbœlkə]) (Giebichenstein, 19 maggio 1891 – nei pressi di Douai, 28 ottobre 1916) è stato un aviatore tedesco.
Fu un importante asso dell'aviazione tedesca e uno dei primi e più influenti tattici della caccia aerea. Boelcke fu considerato il padre dell'aviazione militare tedesca; fu il primo a formalizzare le regole del combattimento aereo, che chiamò Dicta Boelcke. Il suo più brillante allievo, Manfred von Richthofen, conservò sempre un ottimo ricordo del suo maestro.

## Boelcke fino alla prima guerra mondiale
Oswald Boelche nacque a Giebichenstein, figlio di un maestro di scuola recentemente tornato dall'Argentina. Il nome della sua famiglia originariamente si scriveva Bölcke, ma Oswald e il suo fratello più giovane Wilhelm decisero di cambiare la grafia tedesca per adottare quella latina: la pronuncia rimane la stessa. Dopo aver lasciato la scuola, cominciò come cadetto ufficiale a Coblenza. Iniziò ad allenarsi nel volo tra il maggio e l'agosto per poi diventare un aviatore militare attivo.

## Carriera come pilota da caccia
Inizialmente operò nel Fliegerabteilung 13. Poi fu trasferito nel Fliegerabteilung 62 nell'aprile 1915, con base a Douai. L'osservatore di Boelcke abbatté un aereo il 4 luglio 1915. Nello stesso mese, Oswald Boelcke e Max Immelmann diventarono i primi aviatori tedeschi a poter utilizzare i nuovi prototipi Fokker M.5K/MG con mitragliatrice sincronizzata con i giri dell'elica.
Boelcke vinse il suo primo combattimento aereo il 19 agosto 1915 e abbatté altri quattro aerei entro la fine dello stesso anno. Nel 1916, lui e Immelmann furono i primi aviatori tedeschi ad esser decorati con la più prestigiosa onorificenza militare, la Pour le Mérite. Nel marzo 1916 Boelcke fu posto a capo del nuovo Fliegerabteilung Sivery, operativo a Verdun.
La Luftstreitkräfte, la forza aerea tedesca,  fu riorganizzata nella metà del 1916 e Boelcke fu posto a capo della Jasta 2, a settembre. Tra i primi membri selezionati da lui stesso, da ricordare Manfred von Richthofen, Erwin Böhme e Hans Reimann. Inizialmente con i Fokker D.II e gli Halberstadt D.II le forze aeree tedesche sembrarono avere la meglio, ma successivamente i nuovi aerei britannici li misero in seria difficoltà. Boelcke riportò altre undici vittorie nel suo primo mese alla Jasta 2. I piloti da lui comandati dovevano sempre volare in formazioni disciplinate e dovevano ripetutamente addestrarsi seguendo i Dicta Boelcke, la prima sistematica analisi di tattica militare aerea che continuò ad aver applicazioni durante la seconda guerra mondiale.

## Morte in combattimento
Boelcke si scontrò con un pilota della sua squadra, Böhme, per poi precipitare mortalmente. Il celebre asso dell'aviazione tedesca era appena riuscito a giungere alla cifra di 40 vittorie. Manfred von Richthofen avrebbe raggiunto tale risultato sei mesi dopo; Böhme sopravvisse all'incidente aereo con Boelcke, ma ne uscì talmente depresso da pensare anche al suicidio.  Böhme avrebbe raggiunto le 24 vittorie, per poi morire in combattimento nel novembre del 1917, esattamente un anno, un mese e un giorno dopo la morte di Boelcke. Solamente altri undici assi tedeschi, nella prima guerra mondiale, avrebbero raggiunto o superato il suo numero di vittorie.
Dopo la morte di Boelcke, la Jasta 2 fu ribattezzata in suo onore, la sola squadriglia aeronautica tedesca ad avere tale distinzione. Nella moderna Luftwaffe, lo Jagdbombergeschwader 31 porta il nome di Boelcke.